# English Electric Lightning
Инглиш электрик «Лайтнинг» (англ. English Electric Lightning) — британский истребитель-перехватчик, разработанный в середине 1950-х годов. Выпускался более чем в 14 модификациях. По ряду параметров является одним из наиболее необычных и выдающихся самолётов в истории авиастроения Великобритании. Первый серийный военный самолёт, способный выполнять крейсерский сверхзвуковой полёт без использования форсажа. Последний из разработанных и принятых на вооружение в Великобритании одноместных сверхзвуковых истребителей. Главным достоинством самолёта стала его высокая скорость (в условиях Великобритании, где время для предупреждения минимально, скорость является важнейшим параметром). Главным его недостатком стала сложность в обслуживании. Самолёт также имел очень большой расход топлива - поэтому он часто оснащался уникальными надкрыльевыми топливными баками. Кроме пушек самолёт мог нести две ракеты класса «воздух-воздух» Hawker Siddeley Red Top.
В 1962 году появилась модификация F.3. с более мощными двигателями Avon 301R и увеличенным хвостовым оперением. 
В 1965 году на вооружение была принята улучшенная модель F.6. Основным её отличием стал увеличенный подфюзеляжный бак, на который можно было перенести пушки с носа, и новые концевые кромки крыла с меньшим углом стреловидности. Эта модель получила также возможность установки надкрыльевых топливных баков.
Несмотря на трудности в эксплуатации, состоял на вооружении Королевских ВВС Великобритании три десятилетия (с 1959 до 1988). Последний истребитель был снят с вооружения в июне 1988 года и продан частным лицам. 
Самолёт экспортировался в Саудовскую Аравию (основной зарубежный эксплуатант, 1967—1986) и Кувейт (12 самолётов, 1968—1977).
До 2012 года самолёты «Лайтнинг» участвовали в авиашоу южноафриканской компании Thunder City. 
В Великобритании находятся три самолёта в лётном состоянии; тем не менее, по ряду причин управление гражданской авиации Великобритании запретило частные полёты этих истребителей.

## Тактико-технические характеристики
Приведены данные модификации Lightning F.6.
Источник данных: Lindsay, 1989, p. 17-18; Bowman, 1997, p. 21, 25.

Технические характеристики
- Экипаж: 1 пилот
- Длина: 16,8 м
- Размах крыла: 10,6 м
- Высота: 5,97 м
- Площадь крыла: 44,08 м²
- Масса пустого: 12 719 кг
- Максимальная взлётная масса: 18915 кг
- Силовая установка: 2 × ТРДФ Rolls-Royce Avon 301R
  - Бесфорсажная тяга: 2 × 56,45 кН (5756 кгс)
  - Форсажная тяга: 2 × 72,77 кН (7421 кгс)

Лётные характеристики
- Максимальная скорость:  
  - на высоте: М=2,27
  - у земли: М=1,1
- Боевой радиус: 600 км
- Практический потолок: 19 812 м
- Скороподъёмность: 152,4 м/с [4]
- Нагрузка на крыло: 429 кг/м²
- Тяговооружённость: 0,78 (на форсаже)

Вооружение
- Стрелково-пушечное: 2 × 30 мм пушки ADEN с 130 патр. каждый
- Управляемые ракеты: 2 × Firestreak или Red Top
- Неуправляемые ракеты: 48 × 50,8 мм ракет